# Centrorhynchus spinosus
Centrorhynchus spinosus är en hakmaskart som först beskrevs av Kaiser 1893.  Centrorhynchus spinosus ingår i släktet Centrorhynchus och familjen Centrorhynchidae. Inga underarter finns listade i Catalogue of Life.